# Asynapta hopkinsi
Asynapta hopkinsi är en tvåvingeart som beskrevs av Ephraim Porter Felt 1935. Asynapta hopkinsi ingår i släktet Asynapta och familjen gallmyggor.
Artens utbredningsområde är Florida. Inga underarter finns listade i Catalogue of Life.